# Шарипова, Гавгар
Гавгар Шарипова — советский хозяйственный, государственный и политический деятель.

## Биография
Родилась в 1906 году. Член ВКП(б) с 1939 года.
С 1926 года — на хозяйственной, общественной и политической работе. В 1926—1958 гг. — колхозница, звеньевая, бригадир, председатель колхоза «Байраки Сурх» Кулябского района, делегат республиканских съездов компартии, председатель Кулябского райисполкома, заведующая Кулябской районной конторой «Кулябшёлк».
Избиралась депутатом Верховного Совета СССР 1-го, 2-го, 3-го, 4-го созывов, депутатов Верховного Совета Таджикской ССР 1-го созыва.